# Misato Nakamura
Misato Nakamura –en japonès, 中村 美里, Nakamura Misato– (Hachioji, 28 d'abril de 1989) és una judoka japonesa.
Va participar en dos Jocs Olímpics d'Estiu, Pequín 2008 i Rio de Janeiro 2016, obtenint una medalla de bronze en cada participació, ambdues la categoria de –52 kg. Als Jocs Asiàtics va aconseguir tres medalles entre els anys 2006 i 2014.
Ha guanyat quatre medalles al Campionat Mundial de judo entre els anys 2009 i 2015.

## Palmarès internacional
| Jocs Olímpics     | Jocs Olímpics              | Jocs Olímpics | Jocs Olímpics |
| Any               | Lloc                       | Medalla       | Categoria     |
| ----------------- | -------------------------- | ------------- | ------------- |
| 2008              | Pequín ( R.P. de la Xina)  | 3             | –52 kg        |
| 2016              | Rio de Janeiro ( Brasil)   | 3             | –52 kg        |
| Campionat del Món |                            |               |               |
| Any               | Lloc                       | Medalla       | Categoria     |
| 2009              | Rotterdam ( Països Baixos) | 1             | –52 kg        |
| 2010              | Tòquio ( Japó)             | 2             | –52 kg        |
| 2011              | París ( França)            | 1             | –52 kg        |
| 2015              | Astanà ( Kazakhstan)       | 1             | –52 kg        |
| Jocs Asiàtics     |                            |               |               |
| Any               | Lloc                       | Medalla       | Categoria     |
| 2006              | Doha ( Qatar)              | 3             | –48 kg        |
| 2010              | Canton ( R.P. de la Xina)  | 1             | –52 kg        |
| 2014              | Incheon ( Corea del Sud)   | 1             | –52 kg        |